# 蓬萊宗兵衛
蓬萊 宗兵衛（ほうらい そうべえ、1887年〈明治20年〉6月4日あるいは4月10日 - 没年不明）は日本の実業家、地主、兵庫県多額納税者。東播合同銀行頭取。前名は英男。

## 経歴
兵庫県加東郡福田村出身。先代・宗兵衛の二男。1896年、家督を相続し前名・英男を改め襲名する。閑谷中学校出身。1910年、早稲田大学大学部政治経済学科卒業。
醤油醸造業、農業の傍ら銀行の重役を兼ねた。東播銀行に入り、後取締役に推された。1926年、同行が他7銀行と合併して東播合同銀行と改称するに及んでその取締役に任じ1933年、同行頭取に就任した。借家借地調停委員、兵庫県下三郡醤油醸造組合長をつとめた。

## 人物
貴族院多額納税者議員選挙の互選資格を有した。宗教は真言宗。趣味は謡曲、旅行、俳句。住所は兵庫県神戸市灘区篠原本町、同県加東郡福田村。

## 家族・親族
蓬萊家　
- 父・宗兵衛[5]
- 母・いか（1866年 - ?、兵庫、河野壽之介の二女）[4]
- 妻・壽美恵（1896年 - ?、岡山、橋本與平の姉）[5]
- 長女[5]